# De Sprankel
De Sprankel, soms ook de Sprankelsche Bossen genoemd, is een natuurgebied ten zuid-westen van Veldhoven, bij het dorp Steensel.

## Geschiedenis
Het terrein dat nu het natuurgebied is werd origineel gebruikt als een heide voor het grazen van schapen voor de productie van mest. Na de uitvinding van kunstmest werd een deel van de heide ontgonnen en gebruikt voor akkerbouw. Het niet-ontgonnen terrein raakte snel weer bebost. In 1845 schreef Petrus Norbertus Panken, een schoolmeester en amateur-archeoloog, het eerst over grafheuvels in het gebied, nadat hij de heuvels had doorgegraven en urnen met houtskool en crematieresten had gevonden. In 1910 bracht Cornelis Rijken, een schoolhoofd uit Veldhoven, ook een groot aantal urnen aan het licht, maar pas in 1948 begon er systematisch onderzoek naar de heuvels. Daaruit blijkt dat de grafheuvels een lange ontstaansperiode hebben, lopende van het midden van de bronstijd tot in de ijzertijd.

## Beschrijving
Het natuurgebied bestaat voor het grootste gedeelte uit bos, maar er is een deel waar dat vanwege hoogspanningskabels niet mogelijk is. Hier worden ezels ingezet om de begroeiing van bomen tegen te gaan. Bomen die al te groot zijn voor de ezels worden handmatig gekapt. Grote machines zijn niet in het natuurgebied toegestaan wegens de grafheuvels in de buurt. Het gebied heeft grote archeologische waarde. Het gebied wordt bedreigd vanwege de grote hoeveelheid amerikaanse eiken die er groeien. Deze bomen worden snel gekapt.